# Guerra dos Deuses

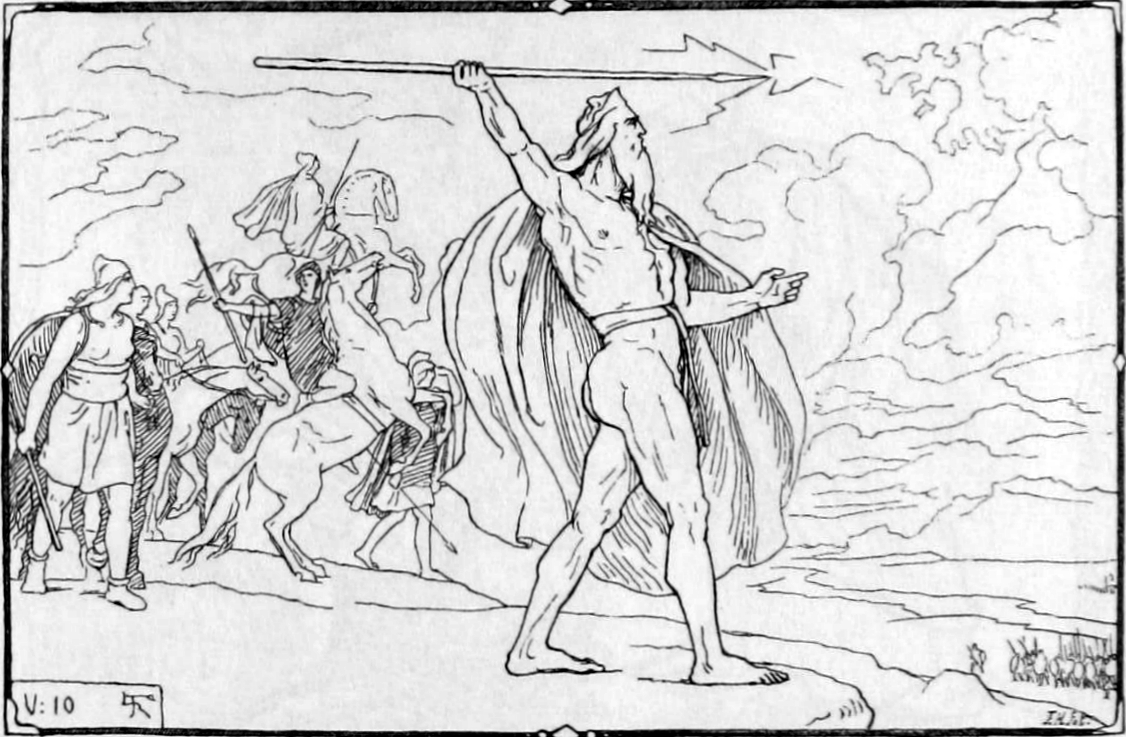
Odin atira sua lança contra os Vanir, em ilustração de Lorenz Frølich (1895)

Na mitologia nórdica, a Guerra dos Deuses foi uma guerra que ocorreu entre os dois principais clãs de deuses - os Æsir e os Vanir. A causa desta guerra foi o aprisionamento de Freya. O clã Vanir não aceitou tal insulto e iniciou a guerra, mas o motivo do aprisionamento de Freya nunca foi descoberto; portanto, não se sabe qual dos dois clãs começou a guerra, se os Vanir ou os Æsir. O conflito resultou na unificação das tribos.

Odin lançou uma lança, arremessou-a sobre a hoste;
Aquela era ainda a primeira guerra no mundo,
O muro de defesa foi quebrado da fortaleza Æsir;
Os Vanir, indomáveis, atropelavam a planície.

Este conflito é referido e aludido pelo historiador islandês Snorri Sturluson (1178-1241) em Heimskringla e Edda em prosa.

A Guerra dos Deuses é retratada em diversos livros e filmes, assim como seus elementos principais, Midgard, Asgard, Odin, Thor e monstruosas criaturas geradas nesse conflito.

## Ligações Externas
Na cultura atual, a Guerra dos Deuses é retratada no single War of the Gods, da banda Amon Amarth.